# Dyspensa
Dyspensa (łac. dispensatio) – w Kościele rzymskokatolickim zwolnienie od obowiązujących przepisów prawa kościelnego w przypadkach szczególnych.
Dyspensy może udzielić papież każdemu ochrzczonemu od wszystkich ustaw kościelnych lub biskupi ordynariusze, lecz jedynie od prawa diecezjalnego i wyłącznie członkom diecezji. Dyspensa może być też udzielona przez przełożonych zakonnych, choć tylko od ustaw zakonnych i jedynie swym podwładnym.